# 赫连召选
赫连召选（1920年—2013年1月26日），男，河南睢县人，中国基督教人物，曾任河南省基督教三自爱国运动委员会主席，河南省基督教协会会长，第八届全国政协委员。